# 주앙어
주앙어(Juang)는 오스트로아시아어족 문다어파에 속한 언어로, 인도 동부의 오디샤주의 주앙족이 주로 사용한다. 오디샤 주 내에서는 켄두자르(Kendujhar)구, 안굴(Angul)구, 덴카날(Dhenkanal)구에 걸쳐서 분포한다. 문다 언어 중 카리야어(Kharia)와 비교적 가장 가깝다. 크게 구릉 방언과 평야 방언으로 양분할 수 있다. 2011년 기준 화자 수는 약 30,000명으로 추산되었다.